# Congocrisis
De Congocrisis (Frans: Crise congolaise) was een periode van politieke onrust en conflict tussen 1960 en 1965 in de Republiek Congo (nu de Democratische Republiek Congo). De crisis begon vrijwel onmiddellijk nadat Congo onafhankelijk werd van België en eindigde, officieus, met het hele land onder de heerschappij van Joseph-Désiré Mobutu. De Congocrisis bestond uit een reeks burgeroorlogen en was tevens een proxyconflict in de Koude Oorlog, waarbij de Sovjet-Unie en de Verenigde Staten verschillende facties steunden. Naar schatting zijn ongeveer 100.000 mensen gedurende de crisis omgekomen.
Een nationalistische beweging in de Belgische Congo eiste het einde van het koloniale bewind, wat leidde tot de onafhankelijkheid van het land op 30 juni 1960. Er waren minimale voorbereidingen getroffen en veel kwesties, zoals federalisme, stammenstrijd en etnisch nationalisme, bleven onopgelost. In de eerste week van juli brak er een muiterij uit in het leger en brak er geweld uit tussen zwarte en blanke burgers. België stuurde troepen om vluchtende blanke burgers te beschermen. Katanga en Zuid-Kasai scheidden zich af met steun van België. Te midden van aanhoudende onrust en geweld zond de Verenigde Naties vredeshandhavers, maar secretaris-generaal Dag Hammarskjöld weigerde deze troepen in te zetten om de centrale regering in Leopoldstad te helpen in de strijd tegen de afscheidingsgezinden. Premier Patrice Lumumba, de charismatische leider van de grootste nationalistische factie, reageerde door om hulp te vragen aan de Sovjet-Unie, die prompt militaire adviseurs en andere steun stuurde.
De betrokkenheid van de Sovjets verdeelde de Congolese regering en leidde tot een impasse tussen Lumumba en president Joseph Kasavubu. Mobutu, destijds Lumumba's belangrijkste militaire adviseur en een luitenant-kolonel in het leger, doorbrak deze patstelling met een staatsgreep, verdreef de Sovjetadviseurs en vestigde een nieuwe regering effectief onder zijn eigen controle. Lumumba werd gevangengenomen en later vermoord in 1961. Een rivaliserende regering van de "Vrije Republiek Congo" werd opgericht in de oostelijke stad Stanleystad door Lumumba-aanhangers onder leiding van Antoine Gizenga. Het kreeg steun van de Sovjets maar werd begin 1962 verpletterd. Intussen nam de VN een meer agressieve houding aan ten opzichte van de separatisten nadat Hammarskjöld was omgekomen bij een vliegtuigongeluk eind 1961. Met de steun van VN-troepen versloeg Leopoldstad de afscheidingsbewegingen in Katanga en Zuid-Kasai bij het begin van 1963.
Met Katanga en Zuid-Kasai terug onder de controle van de regering werd een verzoenende compromisgrondwet aangenomen en werd de verbannen Katangese leider, Moïse Tshombe, opgeroepen om een interim-regering te leiden terwijl er nieuwe verkiezingen werden georganiseerd. Voordat deze konden worden gehouden, kwamen maoïstisch geïnspireerde militanten die zichzelf de "Simba's" noemden, in opstand in het oosten van het land. De Simba's namen een aanzienlijk deel van het grondgebied in beslag en riepen een communistische "Volksrepubliek Congo" uit in Stanleystad. Regeringstroepen namen geleidelijk terrein terug en in november 1964 intervenieerden België en de Verenigde Staten militair in Stanleystad met Operaties Rode en Zwarte Draak en de Ommegang om gijzelaars uit Simba-gevangenschap te bevrijden. De Simba's werden verslagen en stortten snel daarna in. Na de verkiezingen in maart 1965 ontstond er een nieuwe politieke impasse tussen Tshombe en Kasavubu, waardoor de regering bijna verlamd raakte. Mobutu pleegde in november 1965 een tweede staatsgreep en nam persoonlijke controle over het land. Onder het bewind van Mobutu werd Congo (in 1971 hernoemd tot Zaïre) omgevormd tot een dictatuur die zou voortduren tot zijn afzetting in 1997.

## Achtergrond

### Belgisch Bewind

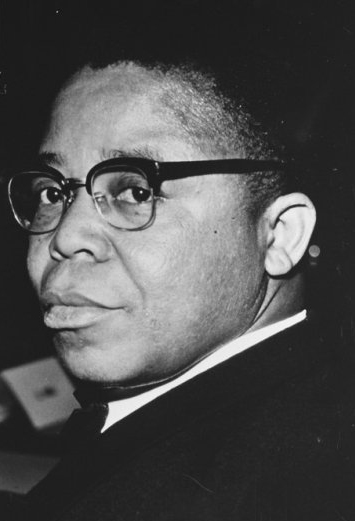
De leider van ABAKO, Joseph Kasavubu, werd later de eerste president van onafhankelijk Congo.

De Belgische heerschappij in Congo was gebaseerd op de "koloniale drie-eenheid" van staats-, zendings- en privébedrijfsbelangen. Het bevoorrechten van Belgische commerciële belangen betekende dat kapitaal soms terugvloeide naar Congo en dat individuele regio's gespecialiseerd raakten. Vaak raakten de belangen van de overheid en particuliere ondernemingen nauw verweven en hielp de staat bedrijven bij het breken van stakingen en het tegengaan van andere inspanningen van de inheemse bevolking om hun situatie te verbeteren. Het land was verdeeld in hiërarchisch georganiseerde bestuurlijke onderverdelingen, die uniform werden beheerd volgens een vastgesteld "inheems beleid" - in tegenstelling tot de Britten en de Fransen, die over het algemeen de voorkeur gaven aan het systeem van indirect bestuur waarbij traditionele leiders hun autoriteit behielden onder koloniaal toezicht. Er was ook een hoog niveau van raciale segregatie. Grote aantallen blanke immigranten die zich na het einde van de Tweede Wereldoorlog in Congo vestigden, kwamen uit alle lagen van de samenleving, maar zagen zich als superieur ten opzichte van zwarte mensen.
In de jaren 1940 en 1950 beleefde Congo een ongekend niveau van verstedelijking en begon de koloniale administratie verschillende ontwikkelingsprogramma's om van het gebied een "modelkolonie" te maken. Een van de resultaten van deze maatregelen was de ontwikkeling van een nieuwe middenklasse van verwesterde Afrikanen, de zogenaamde "évolués", in de steden. Tegen de jaren 1950 had Congo een loonarbeidskracht die twee keer zo groot was als die in enige andere Afrikaanse kolonie. De rijke natuurlijke hulpbronnen van Congo, waaronder uranium. Het uranium voor de Atoombommen op Hiroshima en Nagasaki was Congolees. Dit leidde tot aanzienlijke interesse in de regio van zowel de Sovjet-Unie als de Verenigde Staten naarmate de Koude Oorlog zich ontwikkelde.

### Politiek en radicalisering

Belgisch Congo, nu de Democratische Republiek Congo, gemarkeerd op een kaart van Afrika.

In de jaren 1950 ontwikkelde zich een Afrikaanse nationalistische beweging in de Belgische Congo, voornamelijk onder de évolués. De beweging was verdeeld in verschillende partijen en groepen die grosso modo op etnische en geografische lijnen waren verdeeld en elkaar tegenwerkten. De grootste daarvan, het Mouvement National Congolais (MNC), was een verenigde frontorganisatie die zich inzette voor onafhankelijkheid "binnen een redelijke termijn". Het werd opgericht rond een handvest dat werd ondertekend door onder anderen Patrice Lumumba, Cyrille Adoula en Joseph Iléo, maar anderen beschuldigden de partij van te gematigd zijn. Lumumba werd een prominent figuur binnen het MNC, en tegen het einde van 1959 beweerde de partij 58.000 leden te hebben.
De belangrijkste rivaal van het MNC was de Alliance des Bakongo (ABAKO), geleid door Joseph Kasavubu, die een radicalere ideologie voorstond dan het MNC, gebaseerd op oproepen tot onmiddellijke onafhankelijkheid en de bevordering van regionale identiteit. ABAKO's standpunt was meer etnisch nationalistisch dan dat van het MNC; het betoogde dat een onafhankelijke Congo geleid zou moeten worden door de Bakongo als erfgenamen van het prekoloniale Koninkrijk Kongo. De Confédération des Associations Tribales du Katanga (CONAKAT), een localistische partij onder leiding van Moïse Tshombe, was de derde grote organisatie; zij pleitte voor federalisme en vertegenwoordigde voornamelijk de zuidelijke provincie Katanga. Daarnaast sloten zich verschillende kleinere partijen aan die opkwamen naarmate de nationalistische beweging zich ontwikkelde, waaronder de radicale Parti Solidaire Africain (PSA) en facties die de belangen van minderheid etnische groepen vertegenwoordigden, zoals de Alliance des Bayanzi (ABAZI).
Hoewel het de grootste van de Afrikaanse nationalistische partijen was, had het MNC verschillende facties binnen de partij die uiteenlopende standpunten innamen over een aantal kwesties. Het was steeds meer verdeeld tussen gematigde évolués en de meer radicale massale leden. Een radicale factie onder leiding van Iléo en Albert Kalonji splitste zich af in juli 1959, maar slaagde er niet in om massa defecties van andere MNC-leden te veroorzaken. De dissidente factie werd bekend als de MNC-Kalonji (MNC-K), terwijl de meerderheidsgroep de MNC-Lumumba (MNC-L) werd. De splitsing verdeelde de steunbasis van de partij in degenen die bij Lumumba bleven, voornamelijk in de regio Stanleystad in het noordoosten, en degenen die de MNC-K steunden, die het meest populair werd rond de zuidelijke stad Elisabethstad en onder de Luba-etnische groep.

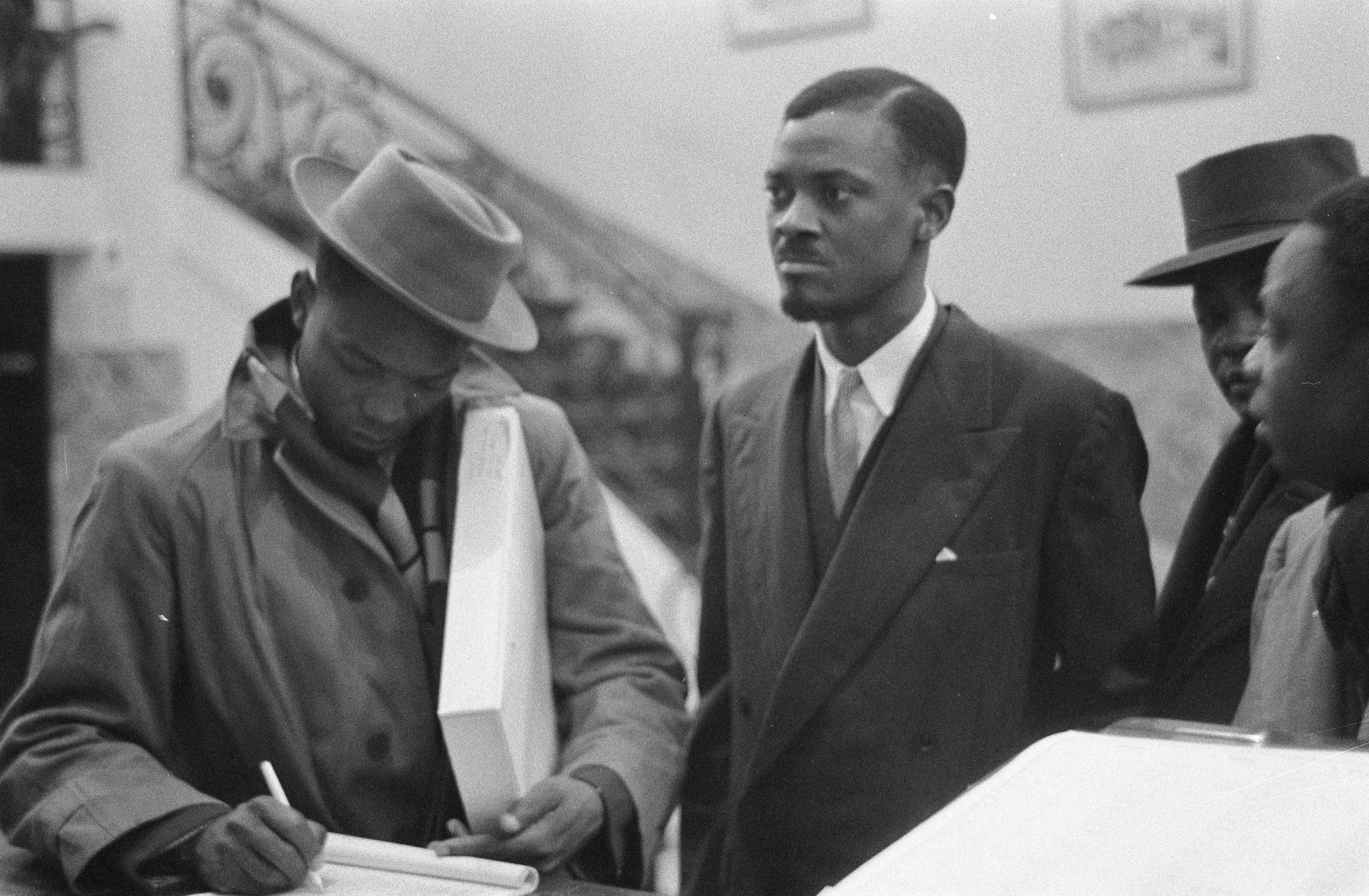
Patrice Lumumba, leider van de MNC-L en eerste premier, op de foto in Brussel tijdens de Belgo-Congolese rondetafelconferentie van 1960.

Op 4 januari 1959 braken er grote rellen uit in Leopoldstad, de Congolese hoofdstad, nadat een politieke demonstratie gewelddadig werd. De Force Publique, de koloniale gendarmerie, gebruikte geweld tegen de relschoppers - ten minste 49 mensen werden gedood en het totale aantal slachtoffers zou zo hoog kunnen zijn geweest als 500. De invloed van de nationalistische partijen breidde zich voor het eerst uit buiten de grote steden, en nationalistische demonstraties en rellen werden een regelmatig verschijnsel gedurende het volgende jaar, waarbij grote aantallen zwarte mensen uit de évolué-klasse zich bij de onafhankelijkheidsbeweging voegden. Velen begonnen de grenzen van het koloniale systeem te testen door te weigeren belastingen te betalen of zich te houden aan kleine koloniale voorschriften. Het grootste deel van de ABAKO-leiding werd gearresteerd, waardoor het MNC in een bevoorrechte positie kwam.
Deze ontwikkelingen leidden ertoe dat ook de blanke gemeenschap steeds radicaler werd. Sommige blanken planden een staatsgreep als een regering met een zwarte meerderheid aan de macht zou komen. Naarmate de orde begon af te brokkelen, vormden blanke burgers milities die bekend stonden als Corps de Voluntaires Européens ("Europese Vrijwilligerskorpsen") om hun wijken te bewaken. Deze milities vielen vaak de zwarte bevolking aan.

### Onafhankelijkheid
Naar aanleiding van de rellen in Leopoldstad werd het rapport van een Belgische parlementaire werkgroep over de toekomst van Congo gepubliceerd, waarin een sterke roep om "interne autonomie" werd opgemerkt. Minister van Koloniën, August de Schryver, organiseerde in januari 1960 een grootschalige Rondetafelconferentie in Brussel, waarbij leiders van alle belangrijke Congolese partijen aanwezig waren. Lumumba, die na rellen in Stanleystad was gearresteerd, werd vrijgelaten in aanloop naar de conferentie en leidde de delegatie van het MNC-L.
De Belgische regering hoopte op een periode van minstens 30 jaar voordat de onafhankelijkheid zou plaatsvinden, maar de druk vanuit Congo tijdens de conferentie leidde ertoe dat 30 juni 1960 als de datum werd vastgesteld. Onderwerpen als federalisme, etniciteit en de toekomstige rol van België in Congolese aangelegenheden bleven onopgelost nadat de afgevaardigden geen overeenstemming konden bereiken.
Belgen begonnen campagne te voeren tegen Lumumba, ze beschuldigden hem van communisme en steunden rivaliserende etnisch gebaseerde partijen zoals CONAKAT in de hoop de nationalistische beweging te verzwakken. Veel Belgen hoopten dat een onafhankelijk Congo deel zou gaan uitmaken van een federatie, vergelijkbaar met de Franse Gemeenschap of het Britse Gemenebest, en dat nauwe economische en politieke banden met België zouden blijven bestaan. Naarmate de onafhankelijkheid naderde, organiseerde de Belgische regering Congolese verkiezingen in mei 1960. Deze resulteerden in een relatieve meerderheid voor het MNC.
De proclamatie van de onafhankelijke Republiek Congo en het einde van de koloniale heerschappij vond zoals gepland plaats op 30 juni 1960. In een ceremonie in het Palais de la Nation in Leopoldstad hield Koning Boudewijn een toespraak waarin hij het einde van de koloniale heerschappij in Congo presenteerde als het hoogtepunt van de Belgische beschavingsmissie die was begonnen onder Leopold II. Na de toespraak van de Koning hield Lumumba een ongeplande toespraak waarin hij fel uithaalde naar het kolonialisme en onafhankelijkheid beschreef als het bekronende succes van de nationalistische beweging. Hoewel Lumumba's toespraak luid werd toegejuicht dreigde het bijna een diplomatiek incident met België te veroorzaken; zelfs Congolese politici zagen het als onnodig provocerend. Desondanks werd de onafhankelijkheid door heel Congo gevierd.
Op politiek vlak had de nieuwe staat een semi-presidentiële grondwet, bekend als de Loi Fondamentale, waarin uitvoerende macht werd gedeeld tussen de President en de Premier in een systeem dat bekend stond als bicephalisme. Kasavubu werd uitgeroepen tot President en Lumumba tot Premier van de Republiek Congo. Ondanks bezwaren van CONAKAT en anderen was de grondwet grotendeels centralistisch, waarbij de macht werd geconcentreerd in de centrale regering in Leopoldstad, en werden er geen aanzienlijke bevoegdheden gedelegeerd naar het provinciale niveau.

## Begin van de Crisis

### Muiterij van de Force Publique, raciaal geweld en Belgische interventie

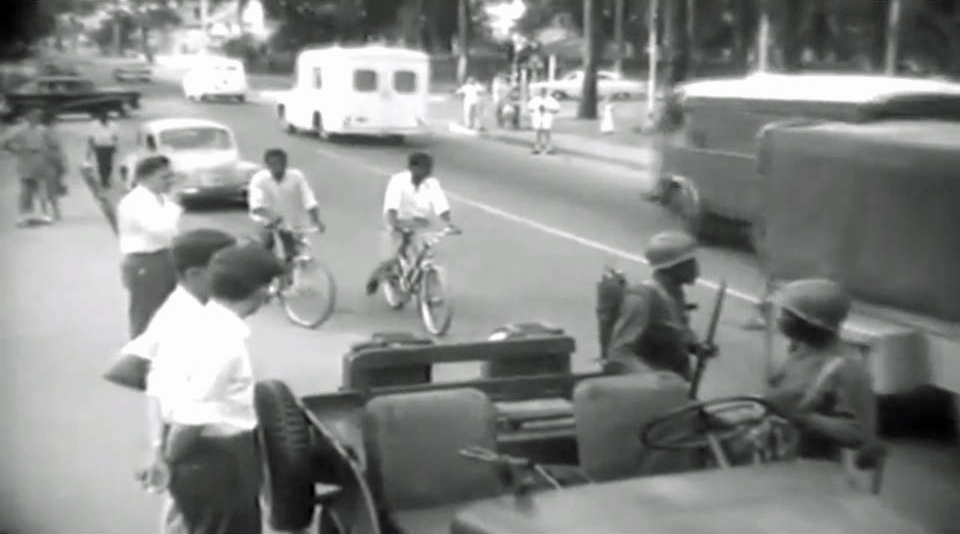
Soldaten van de Force Publique in Leopoldstad in 1960

Ondanks de proclamatie van de onafhankelijkheid hadden zowel de Belgische als de Congolese regering niet de intentie om de koloniale sociale orde onmiddellijk te beëindigen. De Belgische regering hoopte dat de blanken hun positie onbeperkt zouden behouden. De Republiek Congo was nog steeds afhankelijk van koloniale instellingen zoals de Force Publique om dagelijks te functioneren, en blanke technische experts, geïnstalleerd door de Belgen, werden behouden in het algemene gebrek aan geschikte zwarte Congolese vervangers (deels als gevolg van beperkingen in het koloniale beleid met betrekking tot hoger onderwijs). Veel Congolese mensen hadden aangenomen dat de onafhankelijkheid tastbare en onmiddellijke sociale veranderingen zou opleveren, dus het behouden van blanken op belangrijke posities werd breed resoluut.
Luitenant-generaal Émile Janssens, de Belgische commandant van de Force Publique, weigerde Congolese onafhankelijkheid te zien als een verandering in de aard van het bevel. De dag na de onafhankelijkheidsfeesten verzamelde hij de zwarte onderofficieren van zijn garnizoen in Leopoldstad en vertelde hen dat de dingen onder zijn bevel hetzelfde zouden blijven, samengevat door de woorden "Voor Onafhankelijkheid = Na Onafhankelijkheid" op een schoolbord te schrijven. Dit bericht was bijzonder impopulair bij de rang en file - velen van de mannen hadden snelle promoties en salarisverhogingen verwacht bij de onafhankelijkheid. Op 5 juli 1960 kwamen verschillende eenheden in opstand tegen hun blanke officieren in Camp Hardy bij Thysstad. De opstand breidde zich uit naar Leopoldstad de volgende dag en later naar garnizoenen in het hele land.
In plaats van Belgische troepen in te zetten tegen de muiters zoals Janssens had gewild, ontsloeg Lumumba hem en hernoemde de Force Publique naar het Armée Nationale Congolaise (ANC). Alle zwarte soldaten werden minstens één rang gepromoveerd. Victor Lundula werd rechtstreeks gepromoveerd van sergeant-majoor tot generaal-majoor en hoofd van het leger, en verving Janssens. Tegelijkertijd werd Joseph-Désiré Mobutu, een voormalige sergeant-majoor en nauwe persoonlijke assistent van Lumumba, adjunct-stafchef van het leger. De regering probeerde de opstand te stoppen - Lumumba en Kasavubu kwamen persoonlijk tussenbeide in Leopoldstad en Thysstad en overtuigden de muiters om hun wapens neer te leggen - maar in het grootste deel van het land escaleerde de muiterij. Blanke officieren en burgers werden aangevallen, eigendommen van blanken werden geplunderd en blanke vrouwen werden verkracht. De Belgische regering werd diep bezorgd over de situatie, vooral toen blanke burgers naar buurlanden vluchtten. De internationale pers uitte verbazing over de schijnbare plotselinge instorting van de orde in Congo, aangezien het wereldbeeld van de Congolese situatie vóór de onafhankelijkheid - mede door de Belgische propaganda - er een was van vrede, stabiliteit en sterke controle door de autoriteiten.
Lumumba's standpunt leek voor veel Belgen hun eerdere zorgen over zijn radicalisme te rechtvaardigen. Op 9 juli zond België, zonder toestemming van de Congolese staat, parachutisten uit in Kabalo en elders om vluchtende blanke burgers te beschermen. De Belgische interventie verdeelde Lumumba en Kasavubu; terwijl Kasavubu de Belgische operatie accepteerde, veroordeelde Lumumba deze en riep op tot "alle Congolezen om onze republiek te verdedigen tegen degenen die haar bedreigen." Op verzoek van Lumumba werden blanke burgers uit de havenstad Matadi geëvacueerd door de Belgische marine op 11 juli. Belgische schepen bombardeerden vervolgens de stad; ten minste 19 burgers werden gedood. Deze actie leidde tot hernieuwde aanvallen op blanken in het hele land, terwijl Belgische troepen andere steden binnengingen en daar in conflict kwamen met Congolese troepen. De Belgische regering kondigde vervolgens aan dat zij zou zorgen voor Belgische ambtenaren terug in de metropool, wat een exodus van de meeste van de 10.000 Europese ambtenaren van Congo veroorzaakte en de administratie in chaos achterliet. Overspoeld door de chaos die zich door het hele land verspreidde, waren de meeste ministeries van de regering niet in staat om te functioneren.

### Afscheidingen van Katanga en Zuid-Kasaï

Vlag van de afscheidingsstaat Katanga, uitgeroepen in 1960.

Op 11 juli 1960 verklaarde Moïse Tshombe, de leider van CONAKAT, de zuidelijke provincie van de Congo, Katanga, onafhankelijk als de Staat Katanga, met Elisabethstad als hoofdstad en hijzelf als president. De regio Katanga, rijk aan mineralen, had traditioneel nauwere economische banden met de Copperbelt van het naburige Noord-Rhodesië (destijds onderdeel van de Centraal-Afrikaanse Federatie) dan met de rest van de Congo. Vanwege het economische belang was het onder de Belgen apart bestuurd van de rest van het land. CONAKAT beweerde bovendien dat de Katangese bevolking etnisch verschillend was van andere Congolezen. De afscheiding werd mede gemotiveerd door het verlangen van de separatisten in Katanga om meer van de rijkdom gegenereerd door de mijnbouwactiviteiten in de provincie te behouden en niet te delen met de rest van de Congo. Een andere belangrijke factor was wat CONAKAT beschouwde als het uiteenvallen van de wet en orde in het centrale en noordoostelijke deel van de Congo. Bij de aankondiging van de afscheiding van Katanga zei Tshombe: "We scheiden ons af van de chaos." De belangrijkste mijnbouwmaatschappij in Katanga, de Union Minière du Haut Katanga (UMHK), begon CONAKAT te steunen tijdens de laatste dagen van het Belgische bewind uit vrees dat het MNC mogelijk zou proberen om de activa van de maatschappij na de onafhankelijkheid te nationaliseren. UMHK was grotendeels in handen van de Société Générale de Belgique, een prominente holdingmaatschappij gevestigd in Brussel die nauwe banden had met de Belgische regering. Aangemoedigd door de UMHK, bood de Belgische regering militaire steun aan Katanga en droeg haar ambtenaren in de regio op om op hun post te blijven. Tshombe rekruteerde ook huurlingen, voornamelijk blanken uit Zuid-Afrika en Rhodesië, om de troepen van Katanga aan te vullen en te leiden. Hoewel gesteund door de Belgen, ontving Katanga nooit formele diplomatieke erkenning van enig land. De afscheiding van Katanga benadrukte de "fundamentele zwakte" van de centrale regering in Leopoldstad, die de belangrijkste pleitbezorger was van een verenigde staat.

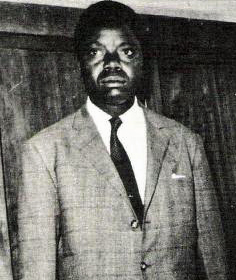
De president van het afscheidingsbeweging Katanga, Moïse Tshombe.

Nog geen maand na de afscheiding van Katanga, op 8 augustus, verklaarde een deel van de provincie Kasaï, iets ten noorden van Katanga gelegen, ook zijn autonomie van de centrale regering als de Mijnstaat Zuid-Kasai (Sud-Kasaï) rond de stad Bakwanga. Zuid-Kasai was veel kleiner dan Katanga, maar was ook een mijnbouwregio. Het werd grotendeels bevolkt door de Luba-etnische groep, en de president, Albert Kalonji, beweerde dat de afscheiding voornamelijk werd aangewakkerd door vervolging van de Baluba in de rest van de Congo. De regering van Zuid-Kasai werd gesteund door Forminière, een andere Belgische mijnbouwmaatschappij, die concessies ontving van de nieuwe staat in ruil voor financiële steun. Zonder controle over Katanga en Zuid-Kasai was de centrale regering ongeveer 40 procent van haar inkomsten kwijt.

### Buitenlandse reactie en VN-interventie

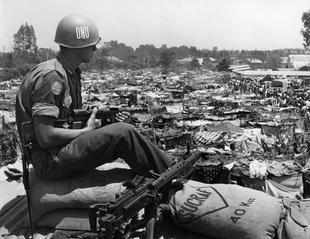
Een Zweedse blauwhelm in Congo. De VN zette troepen uit verschillende landen in tijdens ONUC.

Zorgen over de steun van België aan de afscheidingsstaten leidden tot oproepen binnen de Verenigde Naties (VN) om alle Belgische troepen uit Congo terug te trekken. De Secretaris-generaal van de Verenigde Naties, Dag Hammarskjöld, zag een kans voor de organisatie om haar potentieel als belangrijke vredesmacht te tonen en moedigde de inzet aan van een multinationale vredesmacht onder VN-bevel naar Congo. Op 14 juli nam de VN-Veiligheidsraad Resolutie 143 aan, waarin volledige terugtrekking van Belgische troepen uit Congo werd geëist en hun vervanging door een door de VN geleide troepenmacht.
De komst van de Operatie van de Verenigde Naties in Congo (ONUC) werd aanvankelijk toegejuicht door Lumumba en de centrale regering, die geloofden dat de VN zou helpen bij het onderdrukken van de afscheidingsstaten. ONUC's initiële mandaat was echter beperkt tot het handhaven van de openbare orde.
Hammarskjöld beschouwde de afscheidingen als een intern politiek probleem en weigerde VN-troepen in te zetten om de centrale Congolese regering tegen hen te helpen, vanwege zorgen over onpartijdigheid en mogelijke schending van Congolese soevereiniteit. Lumumba zocht steun bij de regering van de Verenigde Staten onder Dwight D. Eisenhower, maar unilaterale militaire steun werd niet aangeboden. Gefrustreerd wendde Lumumba zich tot de Sovjet-Unie, die akkoord ging met het leveren van wapens, logistieke steun en materiële hulp. Ongeveer 1.000 Sovjet-militaire adviseurs arriveerden al snel in Congo. Lumumba's acties zorgden voor een kloof tussen hem en de rest van de regering, met name Kasavubu, die bezorgd was over de implicaties van de Sovjet-interventie. De Verenigde Staten vreesden ook dat een met de Sovjet-Unie verbonden Congo de weg zou kunnen vrijmaken voor een aanzienlijke uitbreiding van het communisme in Centraal-Afrika.
Gesteund door de Sovjet-Unie lanceerden 2.000 ANC-troepen een grote aanval op Zuid-Kasai. De aanval was buitengewoon succesvol, maar leidde tijdens de operatie tot interne conflicten tussen de Baluba en Bena Lulua etnische groepen binnen het ANC, resulterend in verschillende grootschalige slachtpartijen onder Luba-burgers en naar schatting 3.000 slachtoffers. Het geweld van de aanval veroorzaakte een massale uittocht van Baluba-burgers, die hun huizen ontvluchtten om aan het gevecht te ontkomen.
De betrokkenheid van de Sovjet-Unie zorgde voor onrust in de Verenigde Staten. De Amerikaanse regering onder Eisenhower, in lijn met kritiek van België, vermoedde al lang dat Lumumba communistische banden had en vreesde dat Congo mogelijk op weg was om een strategisch belangrijke, door de Sovjet-Unie gesteunde staat te worden. Tegen augustus 1960 rapporteerden CIA-agenten in de regio aan hun agentschap dat Congo een "klassieke communistische overname" beleefde en waarschuwden dat het land mogelijk hetzelfde pad zou volgen als Cuba.

## Politieke desintegratie

### Splitsing van de centrale regering en eerste coup van Mobutu

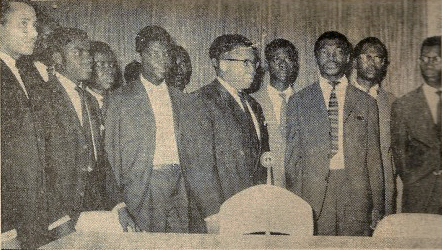
Kasavubu met de leden van het college van commissarissen-generaal, geïnstalleerd door Mobutu in september 1960.

Lumumba's vraag om steun van de Sovjet-Unie zorgde voor verdeeldheid binnen de regering en leidde tot toenemende druk van westerse landen om hem af te zetten. Tegelijkertijd deden zowel Tshombe als Kalonji een beroep op Kasavubu, die zij beschouwden als gematigd en voorstander van federalisme, om actie te ondernemen tegen Lumumba's centralistische beleid en om de kwestie van afscheiding op te lossen. Ondertussen nam Mobutu effectieve controle over het leger, stuurde buitenlandse hulp en promoties naar specifieke eenheden en officieren om hun loyaliteit te verzekeren.
Op een bepaald moment kondigde Kasavubu op nationale radio aan dat hij Lumumba had ontslagen, onder verwijzing naar de gebeurtenissen in Zuid-Kasai en met de belofte van Amerikaanse steun. Andrew Cordier, de Amerikaanse VN-vertegenwoordiger in Congo, maakte gebruik van zijn positie om de communicatie van Lumumba's factie te blokkeren en om een gecoördineerde reactie van MNC-L op het nieuws te voorkomen. Beide kamers van het parlement steunden echter Lumumba en veroordeelden de actie van Kasavubu. Lumumba probeerde Kasavubu uit zijn functie te zetten, maar kon hier geen steun voor krijgen, wat leidde tot een constitutionele crisis.
Om de impasse te doorbreken, lanceerde Joseph-Désiré Mobutu een bloedeloze staatsgreep en verving zowel Kasavubu als Lumumba door een College van Algemeen Commissarissen bestaande uit een panel van afgestudeerden, geleid door Justin Bomboko. Sovjet-militaire adviseurs kregen opdracht het land te verlaten. De staatsgreep was naar verluidt bedoeld om de politici een afkoelingsperiode op te leggen voordat ze opnieuw de controle konden overnemen. In de praktijk echter koos Mobutu de kant van Kasavubu tegen Lumumba, die onder huisarrest werd geplaatst, bewaakt door Ghanese VN-troepen en een buitenste ring van ANC-soldaten. Kasavubu werd in februari 1961 opnieuw benoemd tot president door Mobutu. Vanaf de staatsgreep kon Mobutu aanzienlijke invloed uitoefenen op de Congolese politiek achter de schermen.

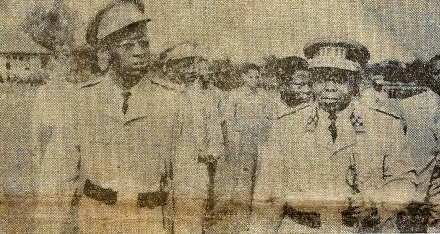
Kolonel Mobutu (links) naast president Kasavubu in 1961.

Na de herinstallatie van Kasavubu werd geprobeerd tot een verzoening te komen tussen de verschillende Congolese facties. Tshombe begon onderhandelingen voor het beëindigen van de afscheiding en de vorming van een confederale Congo. Hoewel er een compromisovereenkomst werd bereikt, werd deze niet van kracht doordat de onderhandelingen stukliepen door persoonlijke animositeit tussen Kasavubu en Tshombe.
Leden van de MNC-L vluchtten naar Stanleystad waar ze, onder leiding van Antoine Gizenga, in november 1960 een rebellenregering vormden als oppositie tegen de centrale regering in Leopoldstad. Deze regering van Gizenga werd erkend door sommige staten, waaronder de Sovjet-Unie en China, als de officiële regering van Congo en kon rekenen op ongeveer 5.500 troepen, vergeleken met de 7.000 van de centrale regering. Onder druk van de VN stortte de regering van Gizenga echter in januari 1962 in nadat Gizenga werd gearresteerd.

### Moord op Lumumba

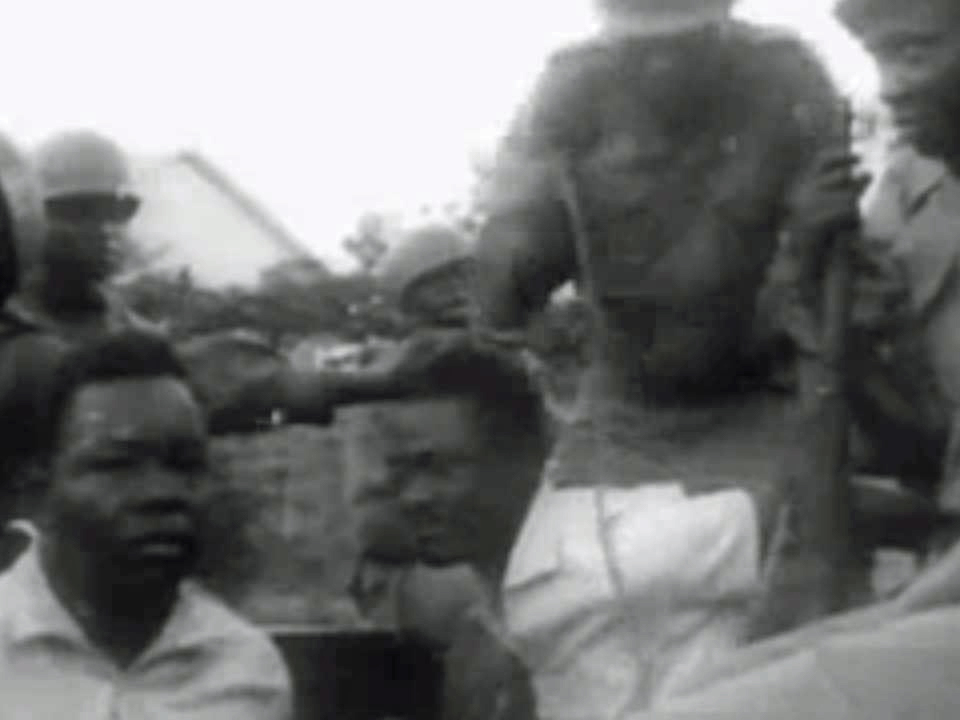
De arrestatie van Lumumba

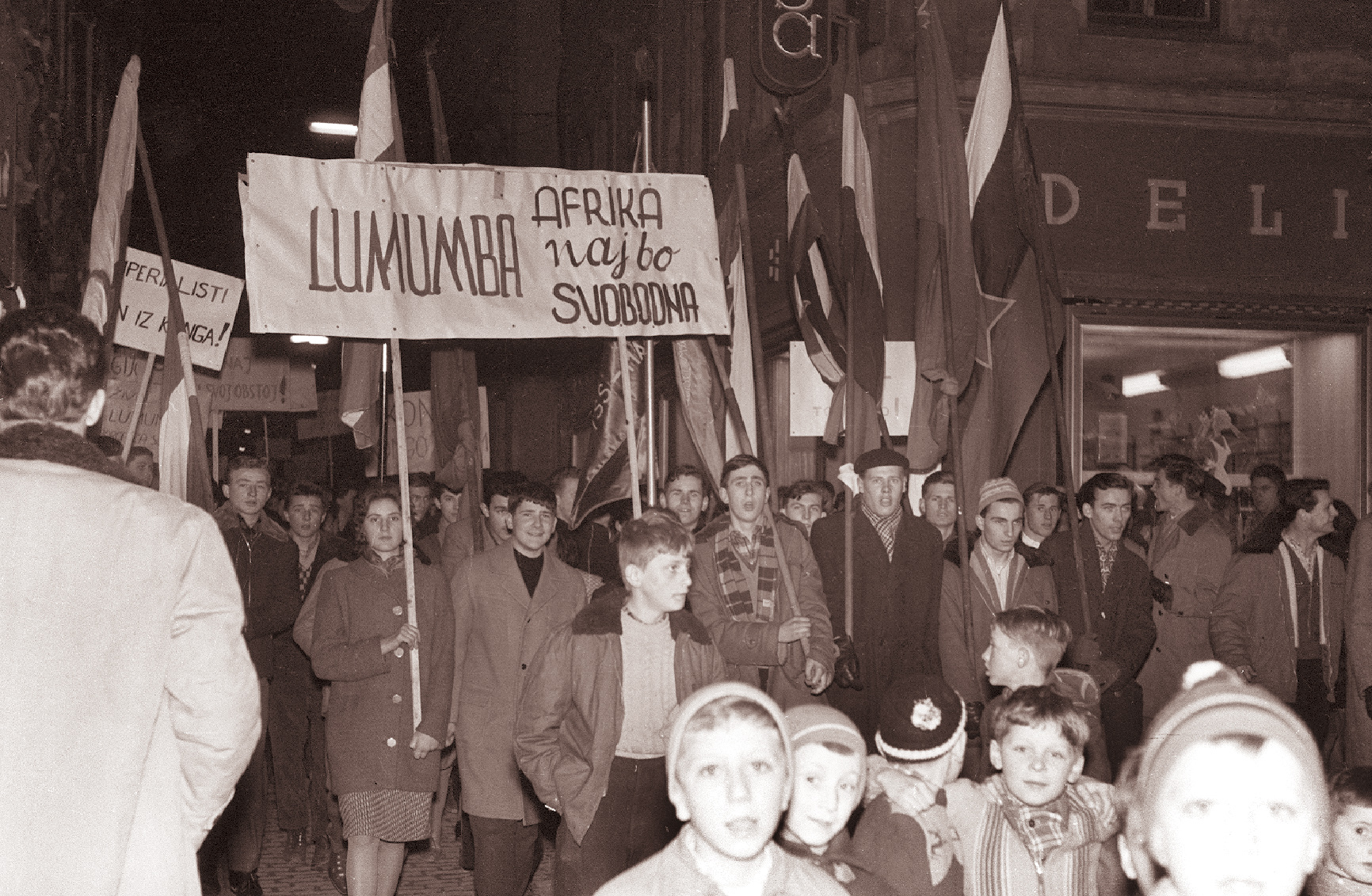
Pro-Lumumba demonstranten in Maribor, Joegoslavië in februari 1961.

Lumumba kon ontsnappen aan huisarrest en vluchtte oostwaarts naar Stanleystad, waar hij dacht steun te kunnen mobiliseren. Achternagezeten door troepen die loyaal waren aan Mobutu, werd hij op 1 december 1960 bij Lodi gevangengenomen en met geboeide handen teruggevlogen naar Leopoldstad. Ondanks oproepen van de VN aan Kasavubu voor een eerlijk juridisch proces, veroordeelde de Sovjet-Unie de VN als verantwoordelijk voor de arrestatie en eiste zijn vrijlating. Op 7 december 1960 werd een vergadering van de VN-Veiligheidsraad bijeengeroepen om de eisen van de Sovjet-Unie te overwegen dat de VN Lumumba onmiddellijk zou vrijlaten, hem zou herstellen als hoofd van de Congolese regering en de ontwapening van de troepen van Mobutu. De pro-Lumumba-resolutie werd op 14 december 1960 verworpen met een stemverhouding van 8-2. Lumumba bleef in gevangenschap, waar hij gemarteld werd. Hij werd overgebracht naar Thysstad en later naar Katanga, waar hij werd overgedragen aan de troepen die loyaal waren aan Tshombe. Op 17 januari 1961 werd Lumumba vermoord door Katangese troepen in de buurt van Elisabethstad.
Het nieuws van de moord, dat op 13 februari bekend werd gemaakt, veroorzaakte internationale verontwaardiging. De Belgische ambassade in Joegoslavië werd aangevallen door betogers in Belgrado, en er vonden gewelddadige demonstraties plaats in Londen en New York. Kort daarna werden zeven Lumumbisten, waaronder de eerste president van de provincie Orientale, Jean-Pierre Finant, geëxecuteerd in Zuid-Kasai voor "misdaden tegen de Baluba-natie". Vervolgens werden door Gizenga's soldaten 15 politieke gevangenen geëxecuteerd als vergelding, waaronder Lumumba's dissidente Minister van Communicatie, Alphonse Songolo.

### De escalatie van de Verenigde Naties en het einde van de Katangese afscheiding
Sinds de oorspronkelijke resolutie van juli 1960 had de VN verdere resoluties uitgevaardigd waarin met steeds krachtiger bewoordingen werd opgeroepen tot de totale terugtrekking van Belgische en huursoldaten uit Katanga. Tegen 1961 bestond ONUC uit bijna 20.000 man. Hoewel hun mandaat hen verbood partij te kiezen, had ONUC wel de bevoegdheid om buitenlandse huursoldaten te arresteren waar ze hen tegenkwamen. In september 1961 liep een poging om een groep Katangese huursoldaten zonder geweld te arresteren tijdens Operatie Morthor uit de hand en mondde uit in een vuurgevecht. De bewering van ONUC dat ze onpartijdig waren, werd ondermijnd medio september toen een compagnie Ierse VN-troepen werd gevangengenomen door numeriek sterkere Katangese strijdkrachten na een zesdaagse belegering in Jadotstad. Katanga hield de Ieren vast als krijgsgevangenen, een ontwikkeling die de VN-missie en haar voorstanders diep in verlegenheid bracht.

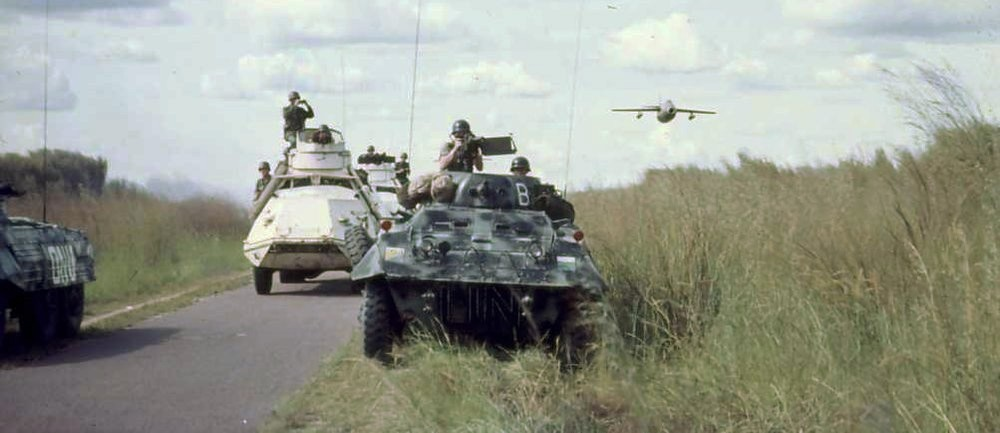
Zweedse ONUC-troepen rukken op naar de stad Kamina.

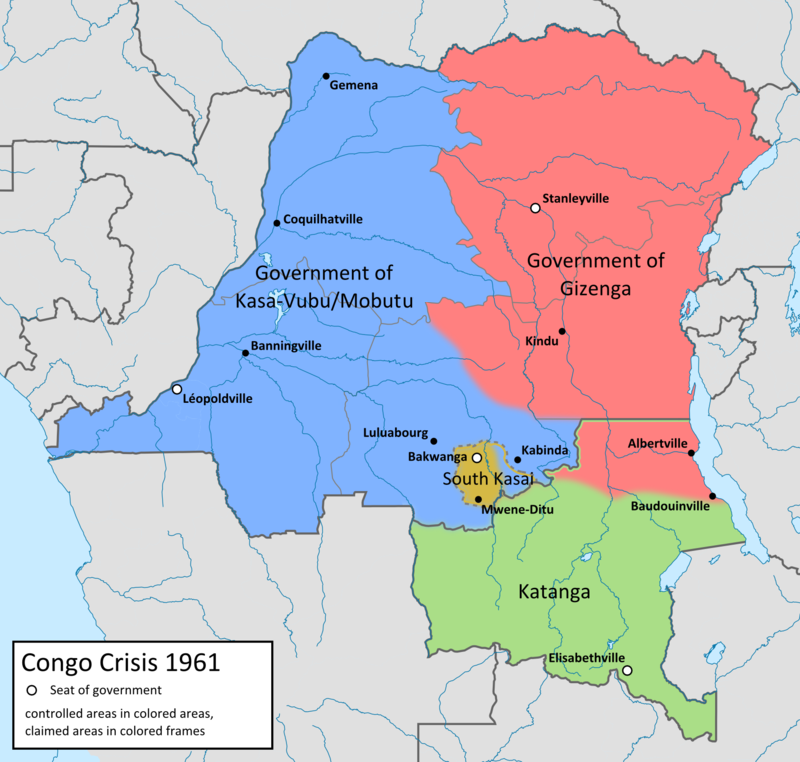
Kaart van de facties in Congo in 1961.

Op 18 september 1961 vloog Hammarskjöld naar Ndola, net over de grens in Noord-Rhodesië, om een staakt-het-vuren te proberen te bewerkstelligen tussen VN- en Katangese troepen. Zijn vliegtuig stortte neer voor de landing op Ndola Airport, waarbij hijzelf en alle anderen aan boord omkwamen. In schril contrast met Hammarskjölds pogingen om een gematigd beleid te voeren in Congo, steunde zijn opvolger U Thant een meer radicaal beleid van directe betrokkenheid bij het conflict. Katanga liet de gevangengenomen Ierse soldaten medio oktober vrij als onderdeel van een staakt-het-vuren overeenkomst waarin ONUC akkoord ging met het terugtrekken van haar troepen - een propagandacoup voor Tshombe. Herhaalde Amerikaanse steun voor de VN-missie en de moord op tien Italiaanse VN-piloten in Port-Empain in november 1961 versterkten de internationale eisen om de situatie op te lossen. In april 1962 bezetten VN-troepen Zuid-Kasai. In de nacht van 29/30 september 1962 lanceerden militaire commandanten van Zuid-Kasai een staatsgreep in Bakwanga tegen het regime van Kalonji. Op 5 oktober 1962 arriveerden troepen van de centrale regering opnieuw in Bakwanga om de muiters te ondersteunen en de laatste loyalisten van Kalonji te onderdrukken, waarmee de afscheiding van Zuid-Kasai ten einde kwam. 
Resolutie 169, aangenomen in november 1961, riep op tot een reactie van ONUC op de verslechterende situatie van de mensenrechten en om de uitbraak van grootschalige burgeroorlog te voorkomen. De resolutie "verwierp volledig" de aanspraak van Katanga op onafhankelijkheid en machtigde de troepen van ONUC om alle noodzakelijke kracht te gebruiken om "de Centrale Regering van Congo te helpen bij het herstel en handhaving van de wet en orde". De Katangezen provoceerden verder en als reactie lanceerde ONUC Operatie Unokat om Katangese wegversperringen te ontmantelen en strategische posities rond Elisabethstad in te nemen. Onder internationale druk ondertekende Tshombe in december 1961 de Kitona-verklaring waarin hij in principe akkoord ging met het gezag van de centrale regering en de staatsgrondwet en afzag van enige claim op Katangese onafhankelijkheid. Na de verklaring liepen de gesprekken tussen Tshombe en Adoula echter vast, terwijl Katangese troepen VN-troepen bleven hinderen.
Verminderde steun en de toenemende terughoudendheid van België om Katanga te steunen, toonden aan dat de staat niet onbeperkt kon overleven. Op 11 december 1962 verklaarde de Belgische minister van Buitenlandse Zaken, Paul-Henri Spaak, dat de Belgische regering de VN of de centrale Congolese regering zou steunen als zij zouden proberen de Katangese afscheiding met geweld te beëindigen. Op 24 december 1962 kwamen VN-troepen en de Katangese Gendarmerie in de buurt van Elisabethstad met elkaar in conflict en brak er gevechten uit. Nadat pogingen om tot een staakt-het-vuren te komen faalden, lanceerden VN-troepen Operatie Grandslam en bezetten Elisabethstad, waardoor Tshombe het land verliet. Kort daarna werd een staakt-het-vuren overeengekomen. Indiase VN-troepen bezetten vervolgens, tegen hun bevelen in, Jadotstad, waardoor Katangese loyalisten niet konden hergroeperen. Geleidelijk overmeesterde de VN de rest van Katanga en op 17 januari 1963 gaf Tshombe zijn laatste bolwerk van Kolwezi over, waarmee effectief een einde kwam aan de Katangese afscheiding.

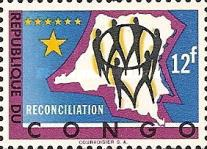
Een postzegel uit 1963 ter herdenking van de 'verzoening' van de politieke facties in Congo na het einde van de Katangese afscheiding.

### Poging tot politieke verzoening
Na het einde van de Katangese afscheiding begonnen politieke onderhandelingen om de uiteenlopende politieke facties met elkaar te verzoenen. Deze onderhandelingen vielen samen met de oprichting van een politieke groep in ballingschap, de Conseil National de Libération (CNL), door dissidente Lumumbisten en anderen in het naburige Congo-Brazzaville. De onderhandelingen resulteerden in de totstandkoming van een nieuwe, herziene grondwet, bekend als de Luluabourg Grondwet, vernoemd naar de stad Luluaburg waarin deze werd opgesteld, om een compromis te vinden in de machtsverdeling. De nieuwe grondwet vergrootte de macht van het presidentschap, beëindigde het systeem van gezamenlijk overleg tussen president en premier, en stelde federalisten tevreden door het aantal provincies te verhogen van zes naar 21 en hun autonomie te vergroten. De grondwet veranderde ook de naam van de staat van de Republiek Congo naar Democratische Republiek Congo. Het werd geratificeerd in een grondwettelijk referendum in juni 1964 en het parlement werd ontbonden in afwachting van nieuwe verkiezingen. Kasavubu benoemde Tshombe, de in ballingschap levende Katangese leider, als interim-premier. Hoewel persoonlijk bekwaam en gesteund als anticommunist door westerse mogendheden, werd Tshombe door andere Afrikaanse leiders, zoals koning Hassan II van Marokko, veroordeeld als een imperialistische marionet vanwege zijn rol in de Katangese afscheiding. Onder de interim-regering van Tshombe werden nieuwe verkiezingen gepland voor 30 maart en brak de opstand uit in het centrale en oostelijke deel van Congo.

## Kwilu en Simba rebellie

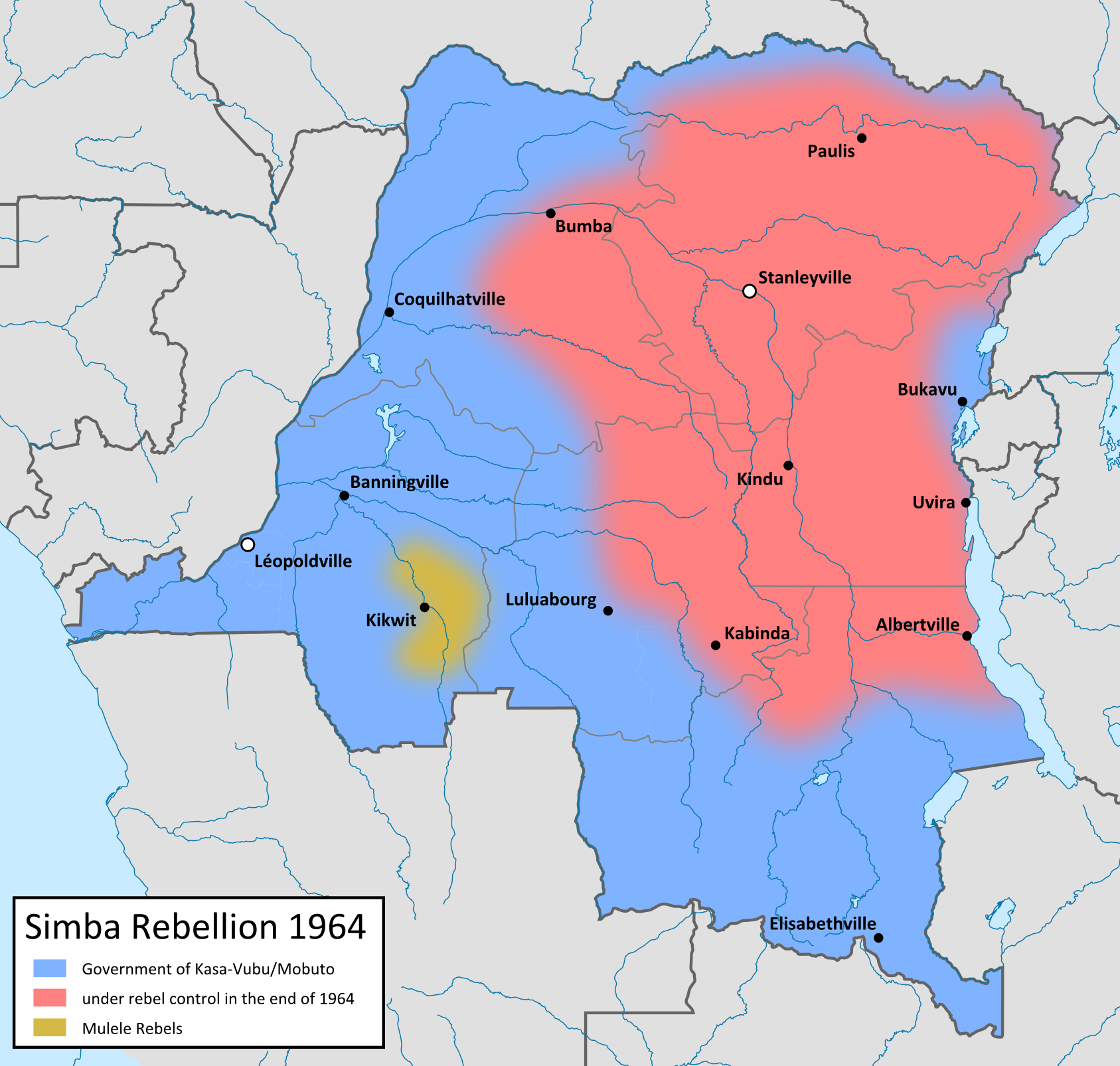
Kaart met het gebied dat wordt gecontroleerd door de rebellen Simba (rood) en Kwilu (geel), 1964.

De periode van politieke crisis leidde tot wijdverbreide teleurstelling over de centrale regering die bij de onafhankelijkheid aantrad. De eisen voor een "tweede onafhankelijkheid" tegen kleptocratie en politieke strijd in de hoofdstad groeiden. Het motto van de "tweede onafhankelijkheid" werd overgenomen door door het maoïsme geïnspireerde Congolese revolutionairen, waaronder Pierre Mulele die in de regering van Lumumba had gediend. De politieke instabiliteit van Congo hielp bredere ontevredenheid om te zetten in openlijke opstand. De verstoring in het landelijke Congo begon met agitatie door Lumumbisten, geleid door Mulele, onder de Pende en Mbundu bevolkingsgroepen. Tegen het einde van 1963 was er onrust in delen van centraal en oostelijk Congo. De Kwilu-opstand brak uit op 16 januari 1964 in de steden Idiofa en Gungu in de provincie Kwilu. Verdere verstoringen en opstanden verspreidden zich naar Kivu in het oosten en later naar Albertstad, wat elders in Congo verdere opstand en het uitbreken van de grotere Simba-opstand veroorzaakte. De rebellen begonnen hun grondgebied uit te breiden en rukten snel op naar het noorden, waarbij ze Port-Émpain, Stanleystad, Paulis en Lisala tussen juli en augustus veroverden.
De rebellen, die zichzelf "Simba's" noemden (naar het Kiswahili woord voor "leeuw"), hadden een populistische maar vage ideologie, losjes gebaseerd op het communisme, die gelijkheid prioriteerde en tot doel had de algehele welvaart te vergroten. De meeste actieve revolutionairen waren jonge mannen die hoopten dat de opstand hen kansen zou bieden die de regering niet had geboden. De Simba's gebruikten magie om leden in te wijden en geloofden dat ze, door een morele code te volgen, kogelvrij konden worden. Magie was ook erg belangrijk voor de rebellen, die ook uitgebreid gebruik maakten van hekserij om zichzelf te beschermen en hun tegenstanders van het ANC te demoraliseren. Naarmate ze oprukten, pleegden de rebellen talloze bloedbaden in het veroverde gebied om politieke oppositie te elimineren en de bevolking te terroriseren. Alleen al in Stanleystad werden naar schatting tussen de 1.000 en 2.000 verwestersde Congolezen vermoord, terwijl de rebellen aanvankelijk de blanke en buitenlandse bevolking grotendeels met rust lieten. ONUC was bezig zich terug te trekken toen de opstanden begonnen en had slechts 5.500 personeelsleden, waarvan de meesten waren ingezet in het oostelijke deel van het land en gestrand waren door het conflict. Verstrooide westerse missionarissen trokken zich terug naar hun respectievelijke ambassades, die op hun beurt om hulp van de VN verzochten. Een kleine troepenmacht van vredeshandhavers werd samengesteld en vervolgens naar de regio Kwilu gestuurd om vluchtende missionarissen op te halen. Reddingsoperaties gingen door gedurende maart en april en resulteerden in de succesvolle redding van meer dan 100 missionarissen.
De rebellen stichtten een staat, de Volksrepubliek Congo (République populaire du Congo), met als hoofdstad Stanleystad en Christophe Gbenye als president. De nieuwe staat werd gesteund door de Sovjet-Unie en China, die het van wapens voorzagen, evenals door verschillende Afrikaanse staten, met name Tanzania. Cuba steunde het ook en stuurde een team van meer dan 100 adviseurs onder leiding van Che Guevara om de Simba's te adviseren over tactiek en doctrine. De Simba-opstand viel samen met een brede escalatie van de Koude Oorlog te midden van het incident in de Golf van Tonkin en er is gespeculeerd dat, als de opstand niet snel was verslagen, een grootschalige Amerikaanse militaire interventie zou hebben kunnen plaatsvinden zoals in Vietnam.

### Onderdrukking en Belgische en Amerikaanse interventie

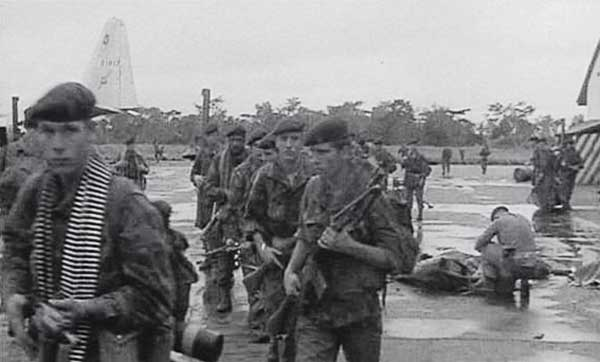
Belgische parachutisten op het vliegveld van Stanleystad kort na de Operatie Rode Draak.

Na een reeks vroege successen begon de Simba-opstand lokale weerstand te ondervinden toen het terrein buiten het oude domein van de MNC-L werd betreden. De Volksrepubliek leed ook onder een gebrek aan samenhangend sociaal en economisch beleid, wat bijdroeg aan het onvermogen om haar eigen grondgebied te besturen. Vanaf eind augustus 1964 begonnen de rebellen terrein te verliezen aan het ANC. Albertstad en Lisala werden eind augustus en begin september heroverd. Tshombe, gesteund door Mobutu, riep veel van zijn voormalige huurlingen van de Katangese afscheiding terug om zich tegen de Simba te verzetten. Huurlingen, onder leiding van "Mad Mike" Mike Hoare en voornamelijk blanken uit Centraal- en Zuid-Afrika, werden gevormd tot een eenheid die bekend stond als 5 Commando ANC. De eenheid diende als speerpunt van het ANC en was betrokken bij niet-geautoriseerde moorden, martelingen, plunderingen en verkrachtingen in heroverde rebellengebieden. De huurlingen werden ook materieel ondersteund door de CIA.
In november 1964 verzamelden de Simba's de overgebleven blanke bevolking van Stanleystad en omgeving. De blanken werden gegijzeld in het Victoria Hotel in de stad om als ruilmiddel te dienen met het ANC. Om de gijzelaars te bevrijden, werden Belgische parachutetroepen met Amerikaanse Amerikaanse vliegtuigen naar Congo gevlogen om in te grijpen. Op 24 november, als onderdeel van Operatie Dragon Rouge, landden Belgische parachutisten in Stanleystad en bevrijdden snel de gijzelaars met hulp van de Ommegang die 1500 km van Kamina naar Stanleyville reed met huurlingen en soldaten. In totaal werden ongeveer 70 gijzelaars en 1.000 Congolese burgers gedood, maar het overgrote deel werd geëvacueerd. De Belgische troepen kregen alleen het bevel om de gijzelaars te bevrijden, niet om de Simba's uit de stad te verdrijven, maar de aanval "brak toch de ruggengraat van de oostelijke opstand, die nooit meer herstelde." Het Simba-leiderschap ging in wanorde en ernstig meningsverschil in ballingschap; Gbenye werd in de schouder geschoten door zijn generaal na hem te hebben ontslagen. Ondertussen keerden de Belgische parachutisten en de burgers terug naar hun land. Na de interventie werd België zelf publiekelijk beschuldigd van neokolonialisme.
Als gevolg van de interventie verloor Tshombe de steun van Kasavubu en Mobutu en werd in oktober 1965 uit zijn functie als premier ontheven. Kort na Dragon Rouge namen ANC- en huurlingentroepen Stanleystad in, wat een einde maakte aan de Simba-opstand. De Simba-rebellen executeerden 20.000 Congolezen en 392 westerse gijzelaars, waaronder 268 Belgen, tijdens de opstand. Tienduizenden mensen werden in totaal gedood tijdens de onderdrukking van de Simba's. Er bleven enclaves van Simba-weerstand in het oosten van Congo, met name in Zuid-Kivu, waar Laurent-Désiré Kabila een maoïstische grensoverschrijdende opstand leidde die tot de jaren 1980 duurde.

## Tweede staatsgreep van Mobutu
In de geplande verkiezingen van maart 1965 won de Convention Nationale Congolaise (CONACO) van Tshombe een grote meerderheid van de zetels. Echter, een groot deel van zijn partij liep al snel over om de nieuwe Front Démocratique Congolais (FDC) te vormen, waardoor de algehele uitkomst onduidelijk werd omdat CONACO de Kamer van Afgevaardigden controleerde terwijl de FDC de Senaat controleerde. Kasavubu, die probeerde de situatie te gebruiken om Tshombe tegen te werken, benoemde in november 1965 de anti-Tshombe-leider Évariste Kimba van de FDC tot premier-aanwijzer. Maar het grotendeels pro-Tshombe Parlement weigerde de benoeming te bekrachtigen. In plaats van een compromiskandidaat te zoeken, verklaarde Kasavubu opnieuw unilateraal dat Kimba premier was, wat opnieuw werd verworpen, waardoor een politieke impasse ontstond. Met de regering in bijna verlamming greep Mobutu op 25 november 1965 de macht in een bloedeloze staatsgreep, naar eigen zeggen om de impasse te doorbreken.
Onder het mom van een régime d'exception (het equivalent van een noodtoestand), nam Mobutu voor vijf jaar vergaande, bijna absolute, macht aan, waarna, beweerde hij, de democratie zou worden hersteld. Mobutu's staatsgreep, die zowel economische als politieke stabiliteit beloofde, werd gesteund door de Verenigde Staten en andere westerse regeringen, en zijn bewind genoot aanvankelijk brede populariteit. Hij nam gaandeweg andere bevoegdheden over, schafte de functie van premier af in 1966 en ontbond het parlement in 1967.

## Nasleep en nalatenschap

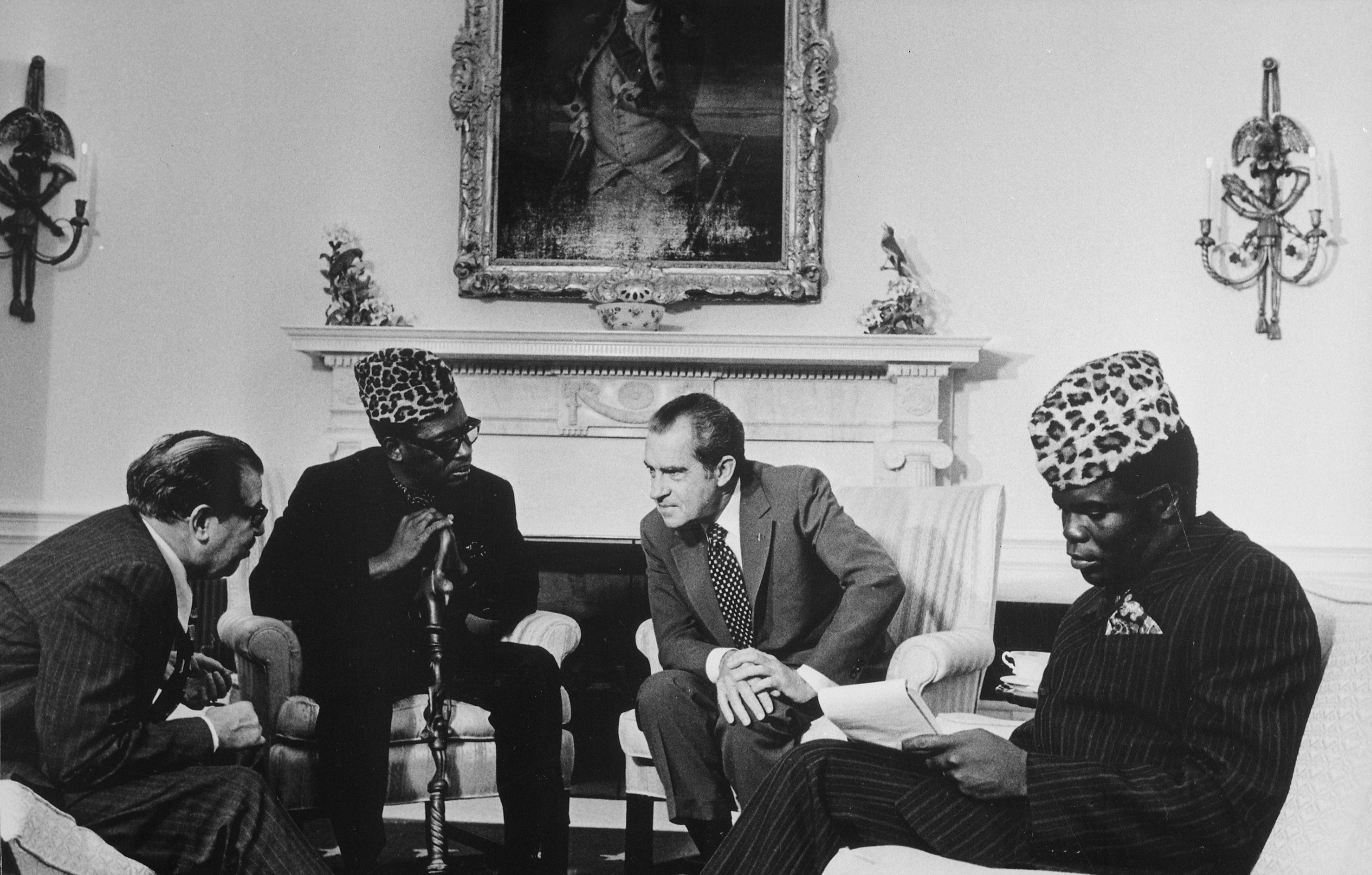
Mobutu met Richard Nixon in het Witte Huis in 1973.

Eenmaal gevestigd als de enige bron van politieke macht, consolideerde Mobutu geleidelijk zijn controle over Congo. Het aantal provincies werd verminderd en hun autonomie werd beperkt, wat resulteerde in een sterk gecentraliseerde staat. Mobutu plaatste steeds meer zijn aanhangers op de resterende belangrijke posities. In 1967 richtte hij een partij op, de Mouvement Populaire de la Révolution (MPR), die tot 1990 de enige wettelijke politieke partij van het land was onder Mobutu's nieuwe grondwet. In 1971 werd de staat hernoemd tot Zaïre en werden inspanningen geleverd om alle koloniale invloeden te verwijderen. Hij nationaliseerde ook de overgebleven buitenlandse economische bezittingen in het land, waaronder de UMHK die Gécamines werd. Ondanks aanvankelijke successen werd het bewind van Mobutu tegen de tijd van zijn ontbinding gekenmerkt door wijdverbreide vriendjespolitiek, corruptie en economisch wanbeheer.
In de jaren na de Congocrisis slaagde Mobutu erin veel oppositiefiguren uit de crisis te verwijderen die zijn controle zouden kunnen bedreigen. Tshombe werd beschuldigd van verraad en in 1965 voor de tweede keer in ballingschap gestuurd. Tussen 1966 en 1967 braken er twee muiterijen uit in Stanleystad, waarbij tot 800 Katangese gendarmes en voormalige huurlingen van Tshombe betrokken waren. De muiterijen werden uiteindelijk onderdrukt. In 1967 werd Tshombe bij verstek ter dood veroordeeld en in hetzelfde jaar werd hij gekidnapt bij een vliegtuigkaping en onder huisarrest geplaatst in Algerije. Zijn dood in 1969, naar verluidt door natuurlijke oorzaken, heeft speculatie gewekt dat de regering van Mobutu mogelijk betrokken was. Mulele werd ook gelokt terug te keren naar Congo uit ballingschap door de belofte van amnestie, maar werd gemarteld en vermoord.

### Politieke nalatenschap
De kwesties van federalisme, etniciteit in de politiek en staatscentralisatie werden niet opgelost door de crisis en droegen gedeeltelijk bij aan een afname van steun voor het concept van de staat onder de Congolese bevolking. Mobutu was sterk voorstander van centralisatie en een van zijn eerste daden in 1965 was het herenigen van provincies en het afschaffen van een groot deel van hun onafhankelijke wetgevende bevoegdheid. Het verlies van vertrouwen in de centrale regering is een van de redenen waarom Congo is bestempeld als een falende staat en heeft bijgedragen aan geweld door facties die pleiten voor etnisch en gelokaliseerd federalisme. Lokale opstanden gingen door in het oosten van Congo tot in de jaren 1980 en lieten een erfenis van instabiliteit achter langs de oostelijke grenzen van Congo. Laurent-Désiré Kabila, die een anti-Mobutu opstand leidde tijdens de crisis, slaagde erin Mobutu af te zetten in 1997 en president te worden van de herstelde Democratische Republiek Congo. Hij werd opgevolgd door zijn zoon, Joseph Kabila. Na de val van Mobutu richtte Antoine Gizenga een politieke partij op, de Parti Lumumbiste Unifié (PALU), en werd hij benoemd tot premier na de algemene verkiezingen van 2006.
De Congocrisis heeft grote betekenis in het collectieve geheugen van het Congolese volk. Met name de moord op Lumumba wordt gezien in de context van het verlies van waardigheid van Congo in het internationale domein en het vermogen om zijn toekomst te bepalen, dat sindsdien door het Westen wordt gecontroleerd. Veel Congolezen beschouwen de problemen van de crisis als onopgelost en geloven dat de zelfbeschikking van Congo nog steeds niet is veiliggesteld tegen westerse manipulaties. Deze opvatting heeft grotendeels de politieke aspiraties van een aanzienlijk aantal Congolezen gevormd.

### Historiografie en historische controverse
De Congocrisis wordt doorgaans in de geschiedschrijving afgeschilderd als een periode van intense wanorde en chaos; er is brede consensus dat de gebeurtenissen rond de Congolese onafhankelijkheid een ramp waren. Deze interpretatie plaatst de crisis vaak tegenover de veronderstelde stabiliteit van Congo onder Belgisch bewind voor 1960 en onder het regime van Mobutu na 1965. In België leidden beschuldigingen van Belgische betrokkenheid bij de moord op Lumumba tot een door de staat gesteund onderzoek en daaropvolgende officiële verontschuldiging in 2001 voor de "morele verantwoordelijkheid", zij het niet directe betrokkenheid, bij de moord. De meeste academici zijn tot de conclusie gekomen dat de Verenigde Staten aanzienlijk hebben ingegrepen in de crisis. De meerdelige officiële geschiedenis van de Amerikaanse buitenlandse dienst, "Foreign Relations of the United States", werd door academicus David N. Gibbs beschuldigd van opzettelijke verkleining van de Amerikaanse betrokkenheid.

## Internationaal belang
De Congocrisis veroorzaakte destabilisatie in Centraal-Afrika en zette de Portugese Koloniale Oorlog in gang, met name de onafhankelijkheidsoorlog in het buurland Angola. Angolese nationalisten hadden nauwe banden met Congo, waar velen als ballingen hadden geleefd. De União dos Povos de Angola (UPA), een Angolese nationalistische organisatie die steun kreeg van de Angolese Bakongo, steunde politici van ABAKO die de hoop hadden het Koninkrijk Kongo te herstellen en de grenzen uit de koloniale periode te veranderen. Ze geloofden dat de onafhankelijkheid van Congo de eerste stap was in dit proces en lanceerden de Baixa de Cassanje-opstand in 1961, wat het conflict in Angola aanwakkerde dat zou duren tot 1974. De Congolese en later Zairiaanse regeringen bleven steun verlenen aan Angolese rebellen en namen zelfs direct deel aan de daaropvolgende Angolese Burgeroorlog.
De Congocrisis onthulde in één klap de ware aard van de machten die grote delen van de naoorlogse wereld vormgaven. De crisis toonde in de praktijk de ware aard, niet alleen van de voormalige koloniale machten, maar ook van de Verenigde Naties, van de recentelijk onafhankelijke landen verenigd in wat de Afro-Aziatische blok werd genoemd, evenals van Moskou.
De crisis zorgde ervoor dat de nieuw onafhankelijke Afrikaanse staten hun loyaliteiten en interne banden heroverwogen. Met name leidde het tot de opdeling van Afrikaanse staten in facties. Staten die gematigd leunden, sloten zich aan bij de Brazzaville Groep, die opriep tot een zekere mate van eenheid tussen Franstalige Afrikaanse staten en het behoud van banden met Frankrijk. Radicale staten sloten zich aan bij de Casablanca Groep die opriep tot een Pan-Afrikaanse federatie. West-Afrikaanse landen die eerder zeer nauwe banden met de Sovjet-Unie hadden, zoals Guinea en Ghana, koelden hun relaties nadat ze zagen hoe de Sovjet-Unie de interventie van Europese koloniale machten in de Congocrisis niet kon voorkomen. De chaotische gewelddadigheden van de crisis en het lot van de blanke bevolking, velen van hen vluchtten als vluchtelingen naar Noord- en Zuid-Rhodesië, droegen bij aan de wijdverbreide overtuiging onder de blanken dat zwarte nationalistische politici nog niet klaar waren om te regeren en zorgden voor angst dat onmiddellijke meerderheidsregering in Rhodesië zou kunnen leiden tot een vergelijkbare situatie. Operatie Refugee, een mobilisatie van blanke Rhodesiërs om de ontheemde blanke Congolezen te helpen, werd georganiseerd als reactie op de crisis. Na herhaalde mislukte onderhandelingen met het Verenigd Koninkrijk verklaarde het overwegend blanke regering van Zuid-Rhodesië unilateraal de onafhankelijkheid in 1965. Het dreef ook Europese expats in de Centraal-Afrikaanse Republiek om de toenemende autoritarisme van het regime van David Dacko te steunen als een middel om hun belangen te beschermen. De wanorde van de Congolese onafhankelijkheid werd regelmatig aangehaald in diplomatieke besprekingen over Sub-Sahara Afrika gedurende de rest van de jaren 1960.
De Katangese afscheiding bleek politiek invloedrijk te zijn in Afrika. Tijdens de Tsjadische Burgeroorlog tussen 1965 en 1979 verwierp het Front de Libération Nationale du Tchad (FROLINAT) expliciet secessionisme in hun streven om de door het zuiden gesteunde regering van François Tombalbaye omver te werpen, na de ervaring van de Katangese afscheiding. Ze verklaarden officieel: "Er zal geen Katanga in Tsjaad zijn". In de Nigeriaanse Burgeroorlog tussen 1967 en 1970 scheidde de Igbo-regio Biafra zich af van Nigeria, omdat ze beweerden dat de belangen van noordelijke etnische groepen bevoordeeld werden en dat er sprake was van discriminatie tegen de Igbo. De afscheidingen van Biafra en Katanga zijn vaak vergeleken in academische geschriften. In tegenstelling tot Katanga kreeg Biafra beperkte officiële internationale erkenning en wees het de steun af van westerse multinationale bedrijven die betrokken waren bij de lokale olie-industrie. Biafra werd in 1970 verslagen en herenigd met Nigeria.

## Algemene en aangehaalde referenties
- Avila Cruz, Gonzazlo  (May–June 2000). Insurrection!: Belgian Air Force Operations During the 1960 Congolese Rebellion. Air Enthusiast  (87): 12–22. ISSN:0143-5450
- "1961: Lumumba Rally Clashes with UK Police", On This Day, BBC News, 19 February 2008. Geraadpleegd op 8 July 2014.
- "Belgium link in Lumumba death", BBC News, 16 november 2001. Geraadpleegd op 11 July 2014.
- Boulden, Jane (2001). Peace Enforcement: The United Nations Experience in Congo, Somalia, and Bosnia, 1st. Praeger, Westport, Conn.. ISBN 0275969061.
- Borstelmann, Thomas (1993). Apartheid, Colonialism, and the Cold War: the United States and Southern Africa, 1945–1952. Oxford University Press, New York. ISBN 0195079426.
- Braeckman, Colette, "Antoine Gizenga ou la revanche de l'histoire", Le Soir, 2 January 2007. Geraadpleegd op 8 July 2014.
- Dietrich, Christopher R. W. (2013). 'The Sustenance of Salisbury' in the era of Decolonization: The Portuguese Politics of Neutrality and the Rhodesian Oil Embargo, 1965–7. The International History Review 35 (2): 235–255. DOI: 10.1080/07075332.2012.742447.
- Dorn, A. Walter (2016). Air Power in UN Operations: Wings for Peace. Routledge. ISBN 9781317183396.
- DRC: Background to the 1965 election. Electoral Institute for Sustainable Democracy in Africa (EISA). Gearchiveerd op 25 July 2014. Geraadpleegd op 8 July 2014.
- DRC: Constitutional Crisis between Kasavubu and Tshombe. Electoral Institute for Sustainable Democracy in Africa (EISA). Gearchiveerd op 25 July 2014. Geraadpleegd op 8 July 2014.
- Fox, Renee C., Craemer, Willy, de, Ribeaucourt, Jean-Marie (October 1965). "The Second Independence": A Case Study of the Kwilu Rebellion in the Congo. Comparative Studies in Society and History 8 (1): 78–109. DOI: 10.1017/s0010417500003911.
- Freund, Bill (1998). The Making of Contemporary Africa: The Development of African Society since 1800, 2nd. Palgrave-Macmillan, Basingstoke. ISBN 9780333698723.
- Gendebien, Paul-Henry (1967). L'Intervention Des Nations Unies Au Congo. 1960–1964. Walter de Gruyter, Berlin. ISBN 9783111137872.
- Gibbs, David N. (1991). The Political Economy of Third World Intervention: Mines, Money, and U.S. Policy in the Congo Crisis. University of Chicago Press. ISBN 9780226290713.
- Gibbs, David N. (July 1996). Misrepresenting the Congo Crisis. African Affairs 95 (380): 453–9. DOI: 10.1093/oxfordjournals.afraf.a007743.
- Gleijeses, Piero (April 1994). "Flee! The White Giants Are Coming!": The United States, the Mercenaries, and the Congo, 1964–65. Diplomatic History 18 (2): 207–37. ISSN: 0145-2096. DOI: 10.1111/j.1467-7709.1994.tb00611.x.  Gearchiveerd van origineel op 21 January 2018. Geraadpleegd op 13 August 2014.
- De Goede, Meike J. (December 2015). 'Mundele, it is because of you' History, Identity and the Meaning of Democracy in the Congo. The Journal of Modern African Studies 53 (4): 583–609. DOI: 10.1017/S0022278X15000786.  ProQuest: 1729455898
- Gondola, Didier (2002). The History of Congo. Greenwood, Westport, Connecticut. ISBN 9780313316968.
- Haskin, Jeanne M. (2005). The Tragic State of the Congo: From Decolonization to Dictatorship. Algora Publishing, New York. ISBN 0875864163.
- Warrior Chiefs: Perspectives on Senior Canadian Military Leaders, illustrated. Dundurn (2001). ISBN 9781550023510.
- "Katanga: Fighting for DR Congo's cash cow to secede", BBC Africa, 11 August 2013. Geraadpleegd op 11 July 2014.
- Kalck, Pierre (1971). Central African Republic: A Failure in De-Colonisation, translated by Barbara Thomson. Pall Mall Press, London. ISBN 0-269-02801-3.
- Meredith, Martin (1984). The First Dance of Freedom: Black Africa in the Postwar Era, 1st US. Hamish Hamilton, London. ISBN 9780241113400.
- "Soldiers of Fortune: 5 Commando, the Congo 1964–65", pp. 116–120.
- Mwakikagile, Godfrey (2014). Statecraft and Nation Building in Africa: A Post-colonial Study. New Africa Press, Dar es Salaam. ISBN 9789987160396.
- Nugent, Paul (2004). Africa since Independence: A Comparative History. Palgrave-MacMillan, New York. ISBN 9780333682739.
- Nzongola-Ntalaja, Georges (2007). The Congo, From Leopold to Kabila: A People's History, 3rd. Palgrave, New York. ISBN 9781842770535.
- Packham, Eric S. (1996). Freedom and Anarchy, illustrated. Nova Publishers. ISBN 9781560722328.
- Pakenham, Thomas (1992). The Scramble for Africa: the White Man's Conquest of the Dark Continent from 1876 to 1912, 13th. Abacus, London. ISBN 9780349104492.
- Renton, David, Seddon, David, Zeilig, Leo (2007). The Congo: Plunder and Resistance. Zed Books, London. ISBN 9781842774854.
- Stanard, Matthew G. (2018). Revisiting Bula Matari and the Congo Crisis: Successes and Anxieties in Belgium's Late Colonial State. The Journal of Imperial and Commonwealth History 46 (1): 144–168. DOI: 10.1080/03086534.2017.1390895.
- Struelens, Michel (1978). The United Nations in the Congo, Or O.N.U.C., and International Politics, 1st. Max Arnold, Brussels.
- Turner, Thomas (2007). The Congo Wars: Conflict, Myth, and Reality, 2nd. Zed Books, London. ISBN 9781842776889.
- UN Resolution 169. United Nations Documents. Geraadpleegd op 8 July 2014.
- Verhaegen, Benoît (1967). Les rébellions populaires au Congo en 1964. Cahiers d'études africaines 7 (26): 345–59. ISSN: 0008-0055. DOI: 10.3406/cea.1967.3100.  Gearchiveerd van origineel op 24 september 2015.
- Whelan, Michael (2006). The Battle of Jadotville: Irish Soldiers in Combat in the Congo 1961. South Dublin Libraries, Dublin. ISBN 9780954766061.
- Willame, Jean-Claude (1972). Patrimonialism and Political Change in the Congo. Stanford University Press, Stanford. ISBN 0-8047-0793-6.
- De Witte, Ludo (2002). The Assassination of Lumumba, Trans.. Verso, London. ISBN 1859844103.
- Wood, J. R. T. (2005). So Far and No Further! Rhodesia's Bid For Independence During the Retreat From Empire 1959–1965. Trafford Publishing, Victoria, British Columbia. ISBN 9781412049528.
- Young, Crawford (2015). Politics in Congo: Decolonization and Independence, reprint. Princeton University Press. ISBN 9781400878574.
- Young, Crawford (1966). Post-Independence Politics in the Congo. Transition (26): 34–41 (Indiana University Press). DOI: 10.2307/2934325.
- Zeilig, Leo (2008). Lumumba: Africa's Lost Leader. Haus, London. ISBN 9781905791026.